# Trasacco

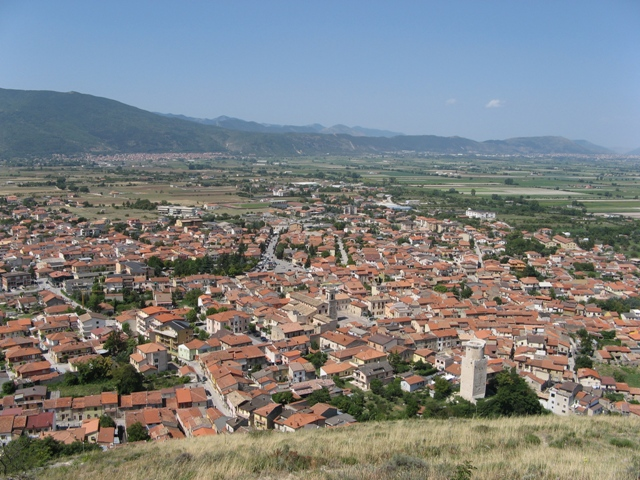
Trasacco

Trasacco is een gemeente in de Italiaanse provincie L'Aquila (regio Abruzzen) en telt 6120 inwoners (31-12-2004). De oppervlakte bedraagt 51,4 km², de bevolkingsdichtheid is 118 inwoners per km².

## Demografie
Trasacco telt ongeveer 2024 huishoudens. Het aantal inwoners steeg in de periode 1991-2001 met 0,7% volgens cijfers uit de tienjaarlijkse volkstellingen van ISTAT.
| Jaar | Inwoneraantal |
| ---- | ------------- |
| 1991 | 5956          |
| 2001 | 5998          |

## Geografie
De gemeente ligt op ongeveer 685 m boven zeeniveau.
Trasacco grenst aan de volgende gemeenten: Avezzano, Celano, Civita d'Antino, Collelongo, Luco dei Marsi, Ortucchio, Pescina, San Benedetto dei Marsi.